# خوسيه لويس إيليجالد
خوسيه لويس إيليجالد هو لاعب كرة قدم كوبي في مركز الوسط، ولد في 14 يناير 1951 في كوبا، وتوفي في 18 فبراير 2018 في هافانا في كوبا. لعب مع FC La Habana ‏.

## وصلات خارجية
- خوسيه لويس إيليجالد على موقع قاعدة بيانات كرة القدم.إي يو (الإنجليزية)
- خوسيه لويس إيليجالد على موقع ناشيونال فوتبول تيمز (الإنجليزية)
- خوسيه لويس إيليجالد على موقع عالم كرة القدم.نت (الإنجليزية)
- خوسيه لويس إيليجالد على موقع اللجنة الأولمبية الدولية (الإنجليزية)
- خوسيه لويس إيليجالد على موقع أوليمبيديا (الإنجليزية)